# Jaylen Wells
Jaylen Wells (Sacramento, California; 26 de agosto de 2003) es un baloncestista estadounidense que pertenece a la plantilla de los Memphis Grizzlies de la NBA. Con 2,03 metros de estatura, juega en la posición de alero.

## Trayectoria deportiva

### Universidad
Wells comenzó su carrera en el baloncesto universitario jugando para los Sonoma State Seawolves de la División II de la NCAA. Promedió 12,6 puntos por partido durante su primera temporada. Fue nombrado Jugador del Año de la California Collegiate Athletic Association después de promediar 22,4 puntos por partido durante su segunda temporada. Después de la misma ingresó al portal de transferencias de la NCAA.
Fue transferido a los Cougars de la Universidad Estatal de Washington, donde jugó una temporada, en la que promedió 12,6 puntos, 4,6 rebotes y 1,2 asistencias por partido, Después de la temporada se declaró elegible para el draft de la NBA manteniendo su elegibilidad universitaria, aunque finalmente decidió mantenerse en el draft.

#### Estadísticas

##### División II de la NCAA
| Año     | Equipo       | PJ | PT | MPP  | %TC  | %3P  | %TL  | RPP | APP | ROB | TPP | PPP  |
| ------- | ------------ | -- | -- | ---- | ---- | ---- | ---- | --- | --- | --- | --- | ---- |
| 2021–22 | Sonoma State | 25 | 21 | 30.6 | .406 | .263 | .716 | 5.8 | 1.7 | 1.0 | .2  | 12.6 |
| 2022–23 | Sonoma State | 30 | 30 | 36.8 | .517 | .438 | .861 | 8.7 | 2.6 | 1.6 | .4  | 22.4 |
| Total   | Total        | 55 | 51 | 34.0 | .476 | .355 | .808 | 7.4 | 2.2 | 1.3 | .3  | 17.9 |

##### División I de la NCAA
| Año     | Equipo           | PJ | PT | MPP  | %TC  | %3P  | %TL  | RPP | APP | ROB | TPP | PPP  |
| ------- | ---------------- | -- | -- | ---- | ---- | ---- | ---- | --- | --- | --- | --- | ---- |
| 2023–24 | Washington State | 34 | 20 | 29.2 | .436 | .417 | .814 | 4.6 | 1.2 | .5  | .2  | 12.6 |
| Total   | Total            | 34 | 20 | 29.2 | .436 | .417 | .814 | 4.6 | 1.2 | .5  | .2  | 12.6 |

### Profesional
El 27 de junio fue elegido en la trigésimo novena posición del Draft de la NBA de 2024 por los Memphis Grizzlies. El 6 de julio firmó contrato con la franquicia. Debutó en la NBA en el primer encuentro de la temporada ante Utah Jazz el 23 de octubre, anotando 6 puntos. Su primera titularidad vieno apenas una semana después, el 31 de octubre ante los Bucks donde consiguió 16 puntos.Fue nombrado rookie del mes de octubre-noviembre de la conferencia Oeste.

## Estadísticas de su carrera en la NBA

### Temporada regular
| Año     | Equipo  | PJ | PT | MPP  | %TC  | %3P  | %TL  | RPP | APP | ROB | TPP | PPP  |
| ------- | ------- | -- | -- | ---- | ---- | ---- | ---- | --- | --- | --- | --- | ---- |
| 2024-25 | Memphis | 79 | 74 | 25.9 | .425 | .352 | .822 | 3.4 | 1.7 | .6  | .1  | 10.4 |
| Total   | Total   | 79 | 74 | 25.9 | .425 | .352 | .822 | 3.4 | 1.7 | .6  | .1  | 10.4 |